# Esprit Jouffret

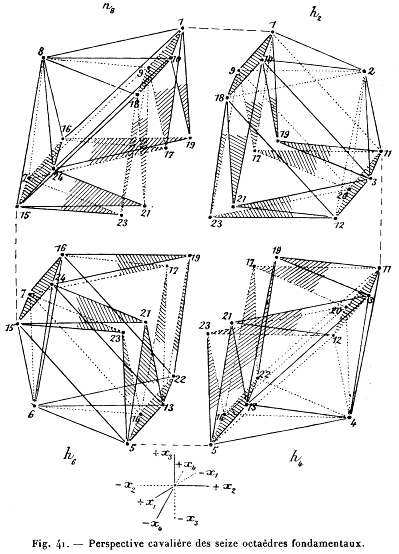
Ilustración del Traité élémentaire de géométrie à quatre dimensions, de Jouffret's. El libro, que influenció a Picasso, le fue regalado por Princet.

Esprit Jouffret fue un oficial artillero francés, actuario de seguros y matemático, autor de Traité élémentaire de géométrie à quatre dimensions (Tratado elemental de geometría en cuatro dimensiones, 1903), una popularización del Science and Hypothesis de Henri Poincaré en el cual Jouffret describía el hipercubo y otros poliedros complejos en cuatro dimensiones y los proyectaba en una página bidimensional.
Maurice Princet llamó la atención de Picasso sobre el Traite. Los apuntes de Picasso para Las señoritas de Avignon ilustran la influencia de Jouffret en el trabajo del artista.